# TUIフライ・ベルギー
TUIフライ・ベルギー（TUI fly Belgium）はベルギーの航空会社。世界最大級の旅行会社であるTUIグループの子会社として、TUIフライ・ドイッチュラントやTUIフライ・ネーデルラントらとともにTUI航空の共同ブランド名を採用しており、リゾート路線を運航する航空会社としては世界最大の規模を誇っている。
2004年3月の運航開始より地中海、紅海、カリブ海、カナリア諸島、北米など70以上の空港に就航しており、毎年数十万人の輸送実績を残している。ハブ空港はブリュッセルのブリュッセル国際空港であるが、ほかにもリエージュ空港、オーステンデ＝ブルッヘ国際空港からの便も運航している。

## 歴史
ジェットエアフライは2004年3月に、破綻したソベルエア（Sobelair）の路線の大部分を受け継ぐ形でTUI航空ベルギーとして創業した。もともとソベルエアはTUIグループがベルギーの観光客の足として利用していた航空会社でもあり、2005年11月にTUIグループの新ブランド戦略の一環としてジェットエアフライと改称され、更に2016年10月に現在の名称へ改称された。

## 就航都市

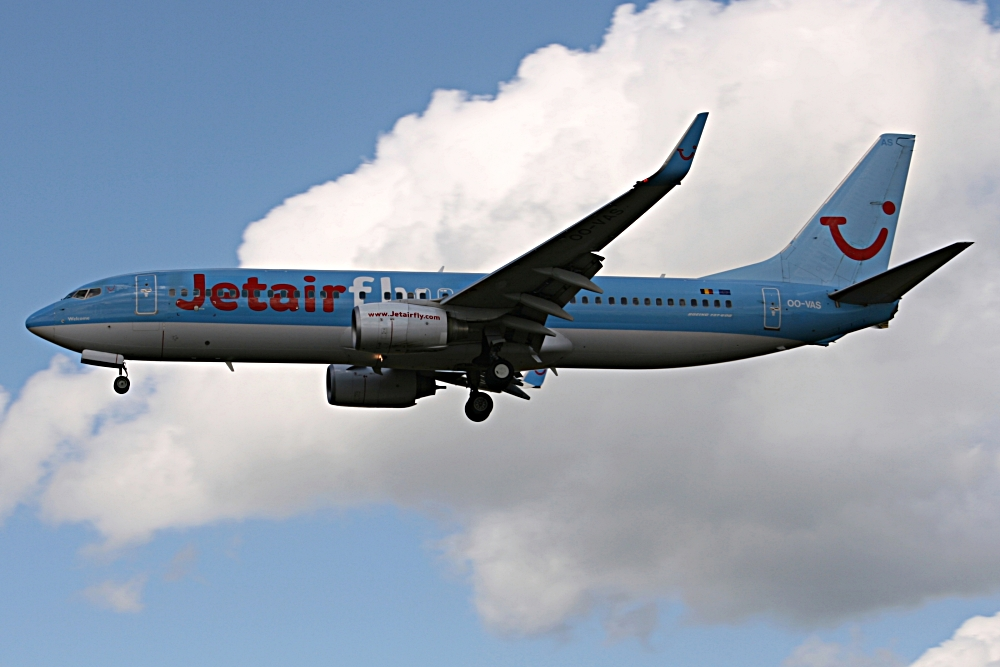
Jetairflyのボーイング737-800型機。(2008)

ヨーロッパ
- ベルギー
  - ブリュッセル
  - シャルルロワ
  - リエージュ
  - オーステンデ
- フランス
  - アジャクシオ
  - バスティア
  - ブレスト
  - ルルド
  - トゥーロン
- イタリア
  - ブリンディジ
  - カリャリ
  - カターニア
  - ラメーツィア・テルメ
  - ナポリ
  - オルビア
  - パレルモ
- マルタ
  - ルア
- スペイン
  - アルメリア
  - アリカンテ
  - ジローナ
  - イビサ
  - ヘレス・デ・ラ・フロンテーラ
  - マラガ
  - ミノルカ
  - パルマ・デ・マヨルカ
  - レウス
  - カナリア諸島
    - ランサローテ
    - フエルテベントゥラ
    - グラン・カナリア
    - ラ・パルマ
    - テネリフェ
- ポルトガル
  - ファロ
  - マデイラ
- クロアチア
  - ドゥブロヴニク
  - スプリト
- ブルガリア
  - ブルガス
  - ヴァルナ
- ギリシャ
  - アテネ
  - ハニア
  - ケルキラ
  - イラクリオン
  - コス
  - レスボス
  - ミコノス
  - ロドス
  - サモス
  - サントリーニ
  - テッサロニキ
  - ザキントス
- キプロス
  - パフォス
- トルコ
  - アンタルヤ
  - イズミル
  - ボドルム
  - ダラマン

アフリカ
- エジプト
  - カイロ
  - フルガダ
  - ルクソール
  - マルサ・アラム
  - シャルム・エル・シェイク
- チュニジア
  - ジェルバ
  - エンフィーダ
  - モナスティル
  - チュニス
- モロッコ
  - アガディール
  - カサブランカ
  - マラケシュ
  - ナドール
  - ウジダ
  - タンジェ
- カーボベルデ
  - ボア・ヴィスタ
  - サル
- ケニア
  - モンバサ
- タンザニア
  - ザンジバル

アジア
- イスラエル
  - テルアビブ
- ヨルダン
  - アカバ

北アメリカ
- メキシコ
  - カンクン
- キューバ
  - バラデーロ
- ジャマイカ
  - モンテゴ・ベイ
- ドミニカ共和国
  - プエルト・プラタ
  - プンタ・カーナ
- コスタリカ
  - リベリア